# Реган Пул
Реган Леслі Пул (англ. Regan Leslie Poole; нар. 18 червня 1998 року, Кардіфф) — валлійський футболіст, захисник англійського клубу «Манчестер Юнайтед».

## Клубна кар'єра
Уродженець Кардіффа, Реган Пул почав свою кар'єру в академії «Кардіфф Сіті». У червні 2014 року став гравцем академії клубу «Ньюпорт Каунті». У вересні того ж року перебував на перегляді в «Манчестер Юнайтед». 20 вересня 2014 року дебютував в основному складі «Ньюпорт Каунті» в матчі проти «Шрусбері Таун», ставши наймолодшим дебютантом «Ньюпорт Каунті» за всю історію (на той момент йому було 16 років та 94 днів). У травні 2015 року Пул знаходився на перегляді у «Ліверпулі». У загальній складності Реган провів за «Ньюпорт Каунті» 16 матчів.
1 вересня 2015 року Реган Пул перейшов в «Манчестер Юнайтед» за 100 000 фунтів. 25 лютого 2016 року Пул дебютував за «Манчестер Юнайтед» в матчі 1/16 Ліги Європи УЄФА проти «Мідтьюлланна», вийшовши на заміну замість Андера Еррери.

## Кар'єра в збірній
2014 року виступав за національну збірну Уельсу до 17 років. 2016 року дебютував за молодіжну збірну Уельсу.

## Статистика виступів
Станом на 25 лютого 2016
| Клуб              | Сезон             | Ліга | Ліга | Кубок Англії | Кубок Англії | Кубок ліги | Кубок ліги | Єврокубки | Єврокубки | Інше | Інше | Всього | Всього |
| Клуб              | Сезон             | Ігри | Голи | Ігри         | Голи         | Ігри       | Голи       | Ігри      | Голи      | Ігри | Голи | Ігри   | Голи   |
| ----------------- | ----------------- | ---- | ---- | ------------ | ------------ | ---------- | ---------- | --------- | --------- | ---- | ---- | ------ | ------ |
| Ньюпорт Каунті    | 2014/15           | 11   | 0    | 0            | 0            | 0          | 0          | 0         | 0         | 1    | 0    | 12     | 0      |
| Ньюпорт Каунті    | 2015/16           | 4    | 0    | 0            | 0            | 1          | 0          | 0         | 0         | 0    | 0    | 5      | 0      |
| Ньюпорт Каунті    | Всього            | 15   | 0    | 0            | 0            | 1          | 0          | 0         | 0         | 1    | 0    | 17     | 0      |
| Манчестер Юнайтед | 2015/16           | 0    | 0    | 0            | 0            | 0          | 0          | 1         | 0         | 0    | 0    | 1      | 0      |
| Манчестер Юнайтед | Всього            | 0    | 0    | 0            | 0            | 0          | 0          | 1         | 0         | 0    | 0    | 1      | 0      |
| Всього за кар'єру | Всього за кар'єру | 15   | 0    | 0            | 0            | 1          | 0          | 1         | 0         | 1    | 0    | 18     | 0      |